# William Scott Cole
William Scott Cole, britanski general, * 1901, † 1992.